# 歸起先
歸起先（？—？），字裔興，號律庵，晚號葛民，直隸常熟人，明末清初政治人物、學者。

## 生平
崇禎九年（1636年）中應天府鄉試丙子科舉人，崇禎十六年（1643年）登癸未科進士，歷任刑部河南清吏司主事，後以父病歸。明亡後，閉门著書。

## 家庭
曾祖歸訓，太學生。祖父歸學思，鄉飲賓。父歸德明。
子歸允肅，字孝儀，號惺崖，康熙十八年（1679年）己未科第一甲第一名（狀元），官至詹事府少詹事。

## 著作
著有《易聞》、《學庸語孟大旨》、《老莊略》等。